# Rim-Sin
Rim-Sin I (1822 a.C. – 1763 a.C.) è stato un sovrano sumero, re di Larsa.
Il suo nome esteso era Rim-Sin-Ili ossia “Rim-Sin è il mio dio”.
Succedette sul trono al fratello Warad-Sin e il suo programma politico fu concentrato prevalentemente sull'ampliamento del regno di Larsa ottenendo in un primo tempo notevoli successi contro le popolazioni circostanti e portando la città al massimo splendore. Successivamente entrò in conflitto con Hammurabi (1792-1750 a.C.), il quale cinse d'assedio Larsa. Rim-Sin venne catturato ed ucciso; con lui finì la sua dinastia.